# Попов, Евгений Павлович
Евгений Павлович Попов (1 [14] февраля 1914 — 3 ноября 1999, Москва) — советский и российский учёный, специалист в области автоматизации процессов управления. Академик РАН, трижды лауреат Государственных премий СССР, генерал-майор-инженер.

## Биография

### Ранние годы
Родился 1 [14] февраля 1914 в семье учителя. После окончания Механико-машиностроительного института (МГТУ) в 1939 году был призван в РККА в авиационную часть, механик авиаэскадрильи.

### Научно-преподавательская деятельность
С 1943 г. преподавал в Ленинградской военно-воздушной инженерной академии имени А. Ф. Можайского. Кандидат технических наук (1943), доктор технических наук (1946).
В 1949—1964 начальник и основатель кафедры автоматики и телемеханики Ленинградской Военно-воздушной инженерной академии имени А. Ф. Можайского (ныне кафедра автономных систем управления Военно-космической академии имени А. Ф. Можайского). Генерал-майор-инженер (1961).
С 10.06.1960 член-корреспондент Академии наук (АН) СССР. В 1964—1971 председатель Секции прикладных проблем при Президиуме АН СССР.
С 1971 по 1984 год зав. кафедрой «Автоматические приводы» МВТУ имени Н. Э. Баумана. В 1986 году при его участии образованы факультет «Робототехника и Комплексная Автоматизация» и кафедра «Робототехнические Системы».
В 1992 году избран академиком Российской академии наук.

### Смерть
Умер 3 ноября 1999 года в Москве, похоронен на Кунцевском кладбище.

## Награды и звания
- Награждён орденами Октябрьской Революции (1989), Отечественной войны 1 степени (1985), Трудового Красного Знамени (1968), Красной Звезды (1954) и медалями[4], в том числе «За боевые заслуги»[5]
- Лауреат Сталинской премии (1949) и Государственных премий СССР (1972, 1984)